# Ara Malikian
Ara Malikian   (Beirut, 14 de setembre de 1968) és un violinista libanès d'ascendència armènia i amb residència a Madrid (Espanya). A Catalunya ha actuat sovint amb l'Orquestra Simfònica del Vallès.

## Estudis inicials
Es va iniciar en el violí de molt jove de la mà del seu pare. El seu talent va ser reconegut aviat, tot i les difícils circumstàncies que la guerra civil libanesa el van obligar a viure, que el forçaren fins i tot a estudiar durant llargs períodes en refugis antiaeris.
Va fer el primer concert important amb 12 anys i als 14 el director d'orquestra Hans Herbert-Joris el va escoltar i va aconseguir per a ell una beca del govern alemany per cursar estudis a la Hochschule für Musik und Theater Hannover. Amb 15 anys va ser l'alumne més jove admès en aquest prestigiós centre superior d'estudis musicals. Posteriorment va ampliar els estudis a la Guildhall School of Music & Drama de Londres, a més de rebre lliçons d'alguns dels més prestigiosos professors del món, com Franco Gulli, Ruggiero Ricci, Ivry Gitlis, Herman Krebbers o membres d'Alban Berg Quartet.

## Carrera com a intèrpret
Ha guanyat nombrosos concursos de prestigi mundial, entre els quals cal destacar els primers premis obtinguts en els concursos internacionals Felix Mendelssohn (1987, Berlín, Alemanya) i Pablo Sarasate (1995, Pamplona, Espanya), a més dels premis rebuts en concursos com Niccolo Paganini (Gènova, Itàlia), Zino Francescatti (Marsella, França), Rodolfo Lipizer (Gorizia, Itàlia), Joventuts Musicals (Belgrad, Iugoslàvia), Rameau (Le Mans, França), Internacional Artist Guild (Nova York, els EUA) i a la Internacional Music Competition of Japan. El 1993 va rebre el "Premi a la dedicació i el compliment artístic" del Ministeri de Cultura d'Alemanya.
Ha tocat a les millors sales de concert del món, en més de quaranta països dels cinc continents: Nova York (Carnegie Hall), París (Sala Pleyel), Viena (Musikverein), Toronto (Ford Center), Madrid (Auditori Nacional i Teatre Real) Zurcí (Tonhalle), Londres (Barbican Centre), Cadis (Gran Teatre Falla), Tòquio, Istanbul, Berlín, Atenes, Venècia, Los Angeles, Taipei, Hong Kong, Kuala Lumpur, Cuba, Bogotà, Múnic, Barcelona, Bilbao i l'Equador (Teatre Sucre), entre d'altres. També ha participat en els festivals d'Aspen, Colmar, Prades, Schleswig-Holstein, Braunschweig, Sant Sebastià, Segòvia, Bergen, Freden, Metlach i Praga.
Com a violí solista, ha estat convidat per formacions de talla de l'Orquestra Simfònica de Tòquio, Orquestra Simfònica de Bamberg, Zurcí Chamber Orquestra, Gènova Opera Orquestra, Orquestra Simfònica de Madrid (OSM), Simfònica de Portugal, Orquestra de Cambra de Tubingen, Virtuosos de Moscou, Filharmònica de Belgrad, Orquestra de Cambra de Tolosa, Filharmònica d'Armènia i orquestres de la Comunitat de Madrid, entre d'altres, sota la batuta de directors tan importants com Mariss Janssons, Peter Maag, Jesús López Cobos, Vladimir Spivakov, Miguel Ángel Gómez Martínez, Luis Antonio García Navarro, Vassili Sinaisky, Edmond de Stoutz, Gudni Emilson, Juan José Mena o Jo Ann falleta.

## Activitats actuals
Va ser concertino de l'OSM (Teatre Reial de Madrid), amb el qual va obtenir un gran èxit interpretant com a solista de Le boeuf sur le toit de Darius Milhaud, en versió per a violí i orquestra, sota la direcció de Gómez Martínez i el Concert per a violí i orquestra en Re menor de Khachaturian amb la batuta de Jesús López Cobos.
Ha participat en el festival Capritxos Musicals de Comillas, a Cantàbria, a totes les edicions des del seu inici el 2004 fins al 2013, i ha estat codirector al costat del violoncel·lista Serguei Mesropian.
La seva estreta col·laboració amb José Luis Montón, un dels més destacats guitarristes flamencs actuals, ha obert un nou camí a la música espanyola actual. També ha col·laborat, entre d'altres, amb la cantant libanesa Fairud, els ballarins flamencs Joaquín Cortés i Belén Maya, l'Ensamble Nou Tango i el pianista de jazz Horacio Icasto. La seva presència ha estat sol·licitada per importants compositors de música de cinema, com Alberto Iglesias, amb qui ha gravat la banda sonora d'Hable con ella, d'Almodóvar o Pascal Gainge a L'altre barri, de Salvador García Ruiz.
Ara Malikian és artista exclusiu de Warner Espanya, companyia amb la qual ha gravat Deu i De la felicitat acompanyat pel guitarrista flamenc José Luis Montón. Aquest últim CD va ser nominat per l'Acadèmia Espanyola de la Música com el millor disc de Nova música de l'any. Amb Warner, Malikian va gravar també un doble CD amb algunes de les més destacades obres de Paganini, incloent els seus famosos 24 capricis per a violí sol, un àlbum amb obres de Sarasate acompanyat al piano pel pianista armeni Serouj Kradjian, les 6 Sonates per a violí sol de Ysaÿe i les Sonates i Partitas per a violí sol de Johann Sebastian Bach.
Ara Malikian va ser nominat per partida doble com a millor intèrpret de música clàssica en els Premis de la Música 2007, per la seva gravació del Poema concertant de Xavier Montsalvatge al costat de l'Orquestra Simfònica de Castella i Lleó, així com pel seu treball al costat de Joan Valent, Suso Sáiz i Marc Blanes.
Des de l'any 2006 col·labora amb la Fundació Non Profit Music i el compositor madrileny Jorge Grundman en la creació de l'orquestra de cambra Non Profit Music Chamber Orchestra dedicada a difondre l'obra de compositors contemporanis dins de l'anomenada Nova Música Consonant. Fruit del treball d'aquesta col·laboració són la publicació dels treballs Tears of Beauty i Meeting with a friend.
El 2007 va formar al costat de Thomas Potiron, Eduardo Ortega i Gartxot el quartet de corda Pagagnini, amb qui fa una revisió en clau humorística i teatral de peces rellevants de la música clàssica, d'autors com Sarasate, Manuel de Falla, Luigi Boccherini, Johann Pachelbel, Shigeru Umebayashi, Mozart, Serge Gainsbourg i Paganini.
L'any 2008 va ser doblement nominat als Premis de la Música, precisament pel seu treball amb la Non Profit Music Chamber Orchestra, com a millor intèrpret de música clàssica per Meeting with a friend i també per Lluny, al costat del guitarrista argentí Fernando Egozcue.
El 2008 s'estrena l'obra Pagagnini, coproduïda per Ara Malikian i la companyia Yllana, obra que va fer una gira i va ser presentada a Espanya i a més de 100 països. Aquest mateix any es va fer càrrec de la direcció d'una orquestra per a l'enregistrament de l'àlbum del grup de rock espanyol Extremoduro, La ley innata.
El 2009 va participar en la producció i creació del concert escenificat per a públic familiar Contes del món, la història d'un home feliç. Amb la direcció escènica de Marisol Rozo i direcció musical d'Ara Malikian. El mateix any va estrenar el concert Músiques zíngares; melodies dels diferents països musicalment influïts pels zíngars des que van començar el seu viatge des de l'Índia fins que van arribar a Espanya.
A partir de l'any 2010 va formar part del grup de presentadors del programa infantil-juvenil de La 2, de Televisió Espanyola, El club del Pizzicato (dedicat a donar a conèixer la música clàssica i de diferents compositors al públic més jove), anomenat simplement Pizzicato en la seva segona temporada, iniciada l'1 d'octubre de 2011 i que el 2012 va continuar gravant una altra temporada. En el mateix any, col·labora en el documental de José Carrasco titulat Armeni, estrenat a la Setmana Internacional de Cinema de Valladolid 2010.
El 2011 va estrenar diversos espectacles, entre els quals Payo Bach, coproducció d'Ara Malikian amb José Luis Montón, Les vuit estacions de Vivaldi i Piazzolla i Capritxos per a violí i cos amb la direcció teatral de Marisol Rozo. Amb totes van fer una gira. Aquest mateix any torna a col·laborar amb Extremoduro per al seu àlbum Material trencat.
El 2012 va estrenar l'obra Els divins, coproducció d'Ara Malikian i José Manuel Zapata, amb la direcció escènica de Marisol Rozo, amb la qual també fan fer una gira.

## Valoracions
La inquietud musical i humana d'Ara Malikian l'han portat a aprofundir en les seves pròpies arrels armènies i a assimilar la música d'altres cultures de l'Orient Mitjà (música àrab i música jueva), Centre Europa (cultura gitana i klezmer), Argentina (tango) i Espanya (flamenc), tot això dins d'un llenguatge molt personal en el qual es donen la mà la força rítmica i emocional d'aquestes músiques amb el virtuosisme i l'expressivitat de la gran tradició clàssica europea.
Posseïdor d'un ampli repertori, que inclou la pràctica totalitat de les grans obres escrites per a violí (concerts amb orquestres, sonates i peces amb piano i música de cambra), ha estrenat també obres de compositors actuals com Franco Donatoni, Malcom Lipkin, Luciano Chailly, Ladislav Kupkovic, Loris Tjeknavorian, Lawrence Roman i Yervand Yernakian. Malikian és, a més, uns dels pocs violinistes que fa recitals per a violí sol amb programes dedicats a integrals tan significatives com els 24 Capritxos de Paganini, les 6 Sonates d'Eugène Ysaÿe i les Sonates i Partitas de Bach.

## Discografia
- Chirstmas mood (2011)
- Con los ojos cerrados (Ara Malikian i Fernando Egozcue Quinteto, 2011)
- Conciertos románticos españoles de violín (Orquestra Simfònica de Castella i Lleó - Alejandro Posada i Ara Malikian, 2010)
- Lejos (2007)
- Meeting with a friend (2007)
- Tears of Beauty (2006)
- De los Cobos / Montsalvatge (2005)
- De la felicidad (2005)
- The Four Seasons by Vivaldi (2004)
- Manantial (2002/2004)
- El arte del violín (2004)
- Sonatas and Partitas for Solo Violin by Bach (2003)
- Six Sonatas for Solo Violin by Ysaÿe (2003)
- Sarasate (2003)
- 24 Caprices for Solo Violin by Paganini (2003)
- Robert Schumann (2000)
- All Seasons for Different (2000)
- 500 motivaciones (1999)
- Bow on the String (1997)
- Miniatures (1996)
- 750 Jahre Wölpinghausen (1996)
- Le quattro stagioni (1995)

### Com a artista convidat
- Insula poética En Son Brull (2006)
- La ley innata Extremoduro (2008)
- Material defectuoso Extremoduro (2011)
- Krasivuye glazha Huecco (2011)
- Para todos los públicos Extremoduro (2013)

#### Bandes sonores
- Pájaros de papel (2010) - Dirigida per Emilio Aragón
- La mala educación (2005) - Dirigida per Pedro Almodóvar
- Hable con ella (2002) - Dirigida per Pedro Almodóvar
- Los pasos perdidos (2001) - Dirigida per Manane Rodríguez
- El otro barrio (2000) - Dirigida per Salvador García Ruiz
- Manolito Gafotas (1999) - Dirigida per Miguel Albaladejo